# Szomáliai vadszamár
A szomáliai vadszamár vagy szomáli vadszamár (Equus africanus somaliensis) az afrikai vadszamár egyik alfaja.
Szomáliában, Eritrea vörös-tengeri régiójában és az Etiópia területéhez tartozó Afar régióban találhatjuk meg. A szomáliai vadszamár lábai csíkosak, ami a szintén a lófélék családjához tartozó zebráéra emlékeztet.

## Elterjedése
Valószínűleg 1000-nél kevesebb egyede él vadon. és a Természetvédelmi Világszövetség a fenyegetett fajokról szóló vöröslistáján a súlyosan veszélyeztetettnek minősítette, ami arra utal, hogy a szomáliai vadszamár könnyen kipusztulhat.
Néhány száz egyede él Szomália, Szomáliföld, Eritrea és Etiópia területén.

## Életmódja
Az élőhelyén található limitált mértékű erőforrásoknak köszönhetően a szomáliai vadszamarak osztódó-egyesülő közösségekben élnek. A legtöbb felnőtt egyed magányosan él, de kisebb méneseket is alkothat, amelyek a kancákból és csikóikból állnak. Azokon a területeken, ahol nagyobb arányban hullik eső, ott néha összeolvadnak nagyobb ideiglenes csordát alkotva. A csődörök akár 9 négyzetmérföldes területeket is fenntarthatnak. Gyakran hagynak tárgyakupacokat jelzőként, hogy emlékeztesse a többi egyedet a területük határaira. A csődőrök a kancákat szívesen látják a területükön, de gyakran küzdenek meg más csődörökkel, "akik" párzani szeretnének a területen lévő kancákkal. Olyan hímeket is megfigyeltek már, melyek beengednek legelészni szándékozó velük egynemű egyedeket, egészen addig, amíg azok ne mutatnak érdeklődést a hárem iránt.

## Szaporodása
A szomáliai vadszamár az 1 évig tartó vemhesség után rendszerint tavasszal ellik. A csikó néhány órán belül lábra áll és lépést tart anyjával. 5 napos kora körül a csikó már elkezdi a füvet rágcsálni. Két hetes korára rendszeresen legel, de továbbra is az anyatejtől függ. Az elválasztásra 12-14 hónapos korára kerül sor, de továbbra is az anyaállat közelében marad.

## Fogságban

### Világszinten
2011-ben a világ 34 állatkertjében mintegy 200 egyed élt fogságban, valamint három állat Izraelben, az Eiat-tól északabbra fekvő Yotvata Hai-Bar Vadrezervátum területén. A nemzetközi törzskönyvet a Berlini Állatkert vezeti.

### Bázeli Állatkert

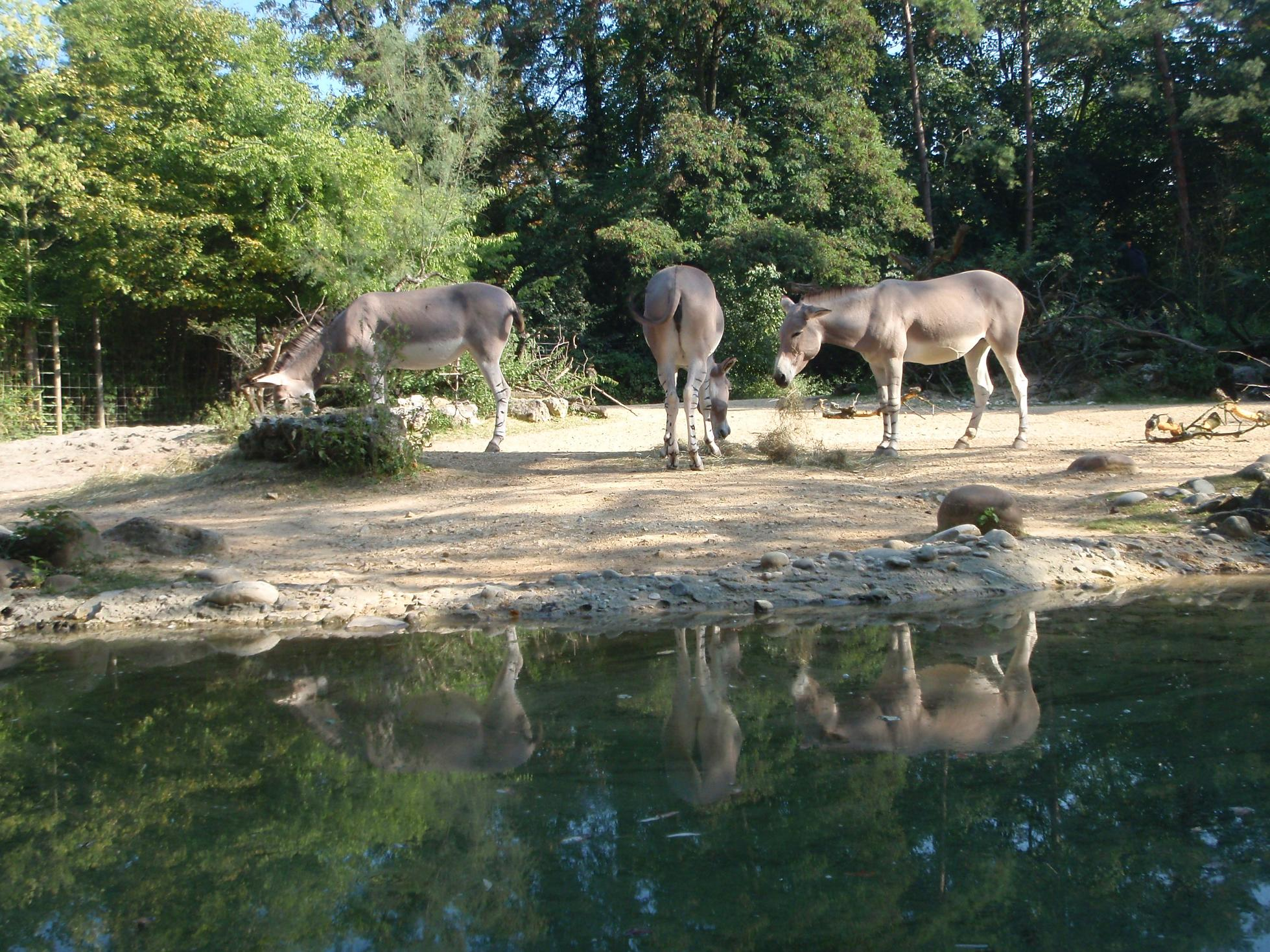
Szomáliai vadszamarak a Bázeli Állatkertben

Ezen ritka lóféle tenyésztésben globális vezető a Svájcban található Bázeli Állatkert. A tenyésztési programot a szomáliai vadszamár európai törzskönyve kezeli és koordinálja az Európai Veszélyeztetett Fajok Programot (EEP), valamint 2004 óta a szomáliai vadszamár globális fajbizottságát.
A Bázeli Állatkert 1970 óta tart szomáliai vadszamarakat és az első csikó 1972-ben jött világra. Azóta 11 csődör és 24 kanca született és érte meg a kifejlett kort. Napjainkban az alfaj összes fogságban tartott egyede közeli rokonságban áll a Bázeli Állatkert eredeti populációjával.
2012. január 18-án négy szomáliai vadszamár élt az állatkertben: a „Gigolo” csődör és három kanca (köztük „Yogala” is).

### Franciaország
1987 óta a Franciaország déli részén fekvő Réserve Africaine de Sigean-ban számos szomáliai vadszamár élt, melyek szaporulata rendszeres volt, közülük kettő 2010. június 30-án és 2013. március 29-én.

### Egyesült Államok
Az Egyesült Államok területén csak öt intézményben tenyésztenek szomáliai vadszamarat: a Dallas-i Állatkert, a St. Louis-i Állatkert, a San Diego-i Szafaripark, a Miami Állatkert és a White Oak Conservation területén. A Wild Oak 2008-ba kapott egy ménest a szomáliai vadszamár megmentését célzó nemzetközi erőfeszítés keretében. Azóta az állományban 18 csikó látta meg a napvilágot, közöttük több 2013 tavaszán jött világra. A Dallas-i Állatkertben két kancacsikó született, az egyik 2017. július 9-én, a másik pedig július 19-én született. A St. Louis-i Állatkertben az alfajtól való legutóbbi születés 2019. július 30-án volt.
A San Diego Zoo Szafaripark 11 szomáliai vadszamárnak ad otthont, az alfaj legnagyobb populációja Észak-Amerikában. A park 1981-ben kapta meg első ménest a Bázeli Állatkertből. Az első csikó 1986-ban született. Azóta 49 csikó született, a legutóbbi egy kanca volt, "aki" 2018. március 17-én született. A San Diego Zoo Global ezenkívül segít megmenteni ezt a súlyosan veszélyeztetett állatot a vadonban.

### Háziasítás
Az Olaszországban található házi szamarak jellemzően a szomáliai vadszamár leszármazottai, ellentétben a többi európai országban élő házi szamarakkal, melyek általában a núbiai vadszamár háziasított leszármazottai.

## Képek
|  |  |  |  |  |  |

## Fordítás
- Ez a szócikk részben vagy egészben  a   Somali wild ass című angol Wikipédia-szócikk fordításán alapul.  Az eredeti cikk szerkesztőit annak laptörténete sorolja fel. Ez a jelzés csupán a megfogalmazás eredetét és a szerzői jogokat jelzi, nem szolgál a cikkben szereplő információk forrásmegjelöléseként.